# بيتر إم. غروبر
بيتر إم. غروبر (بالألمانية: Peter Gruber)‏ (و. 1941 – 2017 م) هو رياضياتي، وأستاذ جامعي نمساوي، ولد في كلاغنفورت، كان عضوًا في مجتمع الرياضيات الأمريكي، والأكاديمية البافارية للعلوم والعلوم الإنسانية، والأكاديمية النمساوية للعلوم، والأكاديمية الروسية للعلوم، توفي عن عمر يناهز 76 عاماً.

## التعليم
تعلم في جامعة فيينا
.

## جوائز
حصل على جوائز منها:
- ميدالية الشرف الفضية العظمى للخدمات المقدمة لجمهورية النمسا
- زميل الجمعية الأمريكية للرياضيات